# Rhinobatos horkelii
Rhinobatos horkelii är en rockeart som beskrevs av Müller och Henle 1841. Rhinobatos horkelii ingår i släktet gitarrfiskar, och familjen Rhinobatidae. IUCN kategoriserar arten globalt som akut hotad. Inga underarter finns listade i Catalogue of Life.